# 刚毛柽柳
刚毛柽柳（学名：Tamarix hispida）为柽柳科柽柳属下的一个种。